# Puerto Chale
Puerto Chale es una comunidad pesquera localizada en la costa del Océano Pacífico en el estado mexicano de Baja California Sur, forma parte del municipio de La Paz.

## Geografía
Puerto Chale se encuentra localizada en las coordenadas 24°25′21″N 111°33′13″O / 24.42250, -111.55361 y a una altitud de 1 metro sobre el nivel del mar, frente al Océano Pacífico, se encuentra en el extremo noroeste del municipio de La Paz, prácticamente en los límites con el de Comondú, en la Bahía Santa Marina, que forma parte de la más amplia Bahía Magdalena, en dicha zona se encuentran otros puertos pesqueros sudcalifornianos como Puerto San Carlos, Puerto Cortés y Puerto Adolfo López Mateos; la principal vía de comunicación es un camino de terracería que la comunica con la Carretera Transpeninsular, de la cual la separa una distancia aproximada de cuarenta kilómetros. De acuerdo con los resultados del Conteo de Población y Vivienda de 2005 realizado por el Instituto Nacional de Estadística y Geografía la población total de Puerto Chale es de 256 habitantes, de los cuales 130 son hombres y 126 mujeres.

## Economía
La principal actividad económica de Puerto Chale es la pesca, siendo las principales especies capturadas son varias de pescado, camarón y callo de hacha, sin embargo no cuenta con servicios básicos como pavimentación, agua potable o luz eléctrica, pues ésta solo es provista por un generador que no cubre al 100% de las viviendas de la población.

## Desastres
El 15 de octubre de 2008 Puerto Chale fue golpeado por el Huracán Norbert que dejó amplios daños materiales y que dio notoriedad a la población hacia el resto del país.